# قهرمان ملی جمهوری آذربایجان (نشان)
قهرمان ملی جمهوری آذربایجان (ترکی آذربایجانی: Azərbaycanın Milli Qəhrəmanı) رفیع‌ترین و بالاترین افتخار در جمهوری آذربایجان به حساب می‌آید، که به افرادی به خاطر اقدامات قهرمانانه به میهن و جامعهٔ این کشور اهدا می‌گردد.
در ۲۵ مارس ۱۹۹۲ این عنوان بالاترین جایزه ملی و بر اساس قانون جداگانه مصوب ژوئیه ۱۹۹۲ به عنوان نشان اعطایی به دریافت کنندگان تعیین شد. همان قانون از ۲۵ دسامبر سال ۱۹۹۵ لازم‌الاجرا شد. این جایزه فقط یک مرتبه به یک فرد قابل اعطاء است.
این نشان به افرادی در پاس خدمات بزرگ و برجسته به وطن و اقدامات قهرمانانه در دفاع از دولت و ایجاد ارزشهای ملی مهم و حائز اهمیت اهدا می‌گردد.
متعاقب فروپاشی شوروی در سال ۱۹۹۱، درگیری‌هایی بین ارمنستان و جمهوری آذربایجان بر سر قره‌باغ کوهستانی درگرفت که، در جریان آن به چندین نظامی ارتش آذربایجان این نشان افتخار اهدا شد.

## دریافت کنندگان
- حکومه علیوا
- ایگور کشنیاکین
- الکساندر کالیانینوف
- مبارز ابراهیموف[۴]
- محرم سیدوف
- آلبرت آقارونوف
- کریم کریموف[۵]
- ریاد احمدوف
- امیراصلان علی‌اف[۶]
- علی محمدوف
- امین قلی‌اف
- میرعسگر سیدوف
- ابراهیم محمدوف
- میکاییل جبرئیلوف
- نادر علی‌اف
- سلطین عسگراوا
- سیاوش حسنوف
- کوراوغلو رحیموف
- الله‌وردی باقروف
- فائق جعفروف
- الدار محمدوف
- بهروز منصوروف
- چنگیز مصطفی‌اف
- علی مصطفی‌اف
- آصف محرموف
- الف حاجی‌اف
- شاهین تقی‌اف
- تلمان حسنوف
- یوسف میرزایف
- ذاکر مجیدوف
- روسلان پولووینکو
- جوانشیر رحیموف
- مراد میرزایف
- شکر حمیدوف
- مظاهر رستموف
- چنگیز قربانوف
- انور ارسوف
- آناتولی داودوویچ
- سامید ایمانوف
- اسکندر آزناووروف
- آیتکین محمدوف
- الهام علی‌اف (قهرمان ملی)
- تبریز خلیل‌بیگلی
- یونف نجفوف
- ایلگار اسماعیلوف
- شوقیار عبدالله‌اوف
- التن اسگندروف